# Glossaire de la médecine
Glossaire de termes relatifs à la  médecine.
- Haut – A
- B
- C
- D
- E
- F
- G
- H
- I
- J
- K
- L
- M
- N
- O
- P
- Q
- R
- S
- T
- U
- V
- W
- X
- Y
- Z

## A
- Acarbose
- Achromatopsie
- Acidose métabolique
- Acné
- Acouphène
- Addictologie
- Adénopathie
- Adontie : Absence congénitale de dent
- Adrénaline
- Alcalose métabolique
- Alcoolisme
- Algodystrophie
- Allergie
- Alopécie : Perte anormale des cheveux (et parfois des poils corporels)
- Amblyopie
- Aménorrhée : Absence de règles soit par manque d'apparition des premières règles, soit par arrêt des règles
- Androgènes : Hormones stéroïdes mâles
- Anémie : Diminution pathologique de la quantité d'hémoglobine dans le sang
- Anesthésie
- Anévrisme
- Angiome
- Angioplastie
- Anisochromie : Distribution anormale de la teneur en hémoglobine des globules rouges
- Anisocorie : Diamètre pupillaire différent pour chaque œil
- Anisocytose : Distribution anormale de la taille des globules rouges dans le sang
- Anhydrose : Absence congénitale de glande sudoripare
- Anorexie : Trouble de l'appétit s'exprimant par le jeûne
- Antibiotique
- Antidiabétique
- Apgar (score) : évaluation de la santé d'un nouveau-né après la naissance
- Aphasie
- Apnée
- Arrêt cardiocirculatoire
- Ascite
- Asthénie : Fatigue
- Atrichose : Absence congénitale de cheveux
- Atropine
- Autisme
- Avortement

## B
- Bacille
- Bactérie
- Balanite
- Barbiturique
- Béribéri
- Bile
- Bioéthique
- Boulimie : Trouble du comportement alimentaire se manifestant par l'excès d'ingestion
- Bradypnée
- Bronchite aiguë
- Bronchite chronique

## C
- Calcul rénal
- Cancer
- Carie dentaire
- Césarienne
- Chancre mou
- Chlamydiose
- Choléra
- Chorée de Huntington
- Cirrhose
- Clonage thérapeutique
- Colectomie
- Colite
- Colique
- Collapsus
- Coma
- Condylome
- conjonctive
- Conjonctivite
- Constipation
- Contraception
- Coqueluche
- cornée
- Coronarographie
- Cruralgie
- Cycline
- Cystite : Infection urinaire basse

## D
- Dengue
- Dépression
- Dermatologie
- Diagnostic prénatal
- Diaphyse
- Diarrhée
- Diphtérie
- Diplopie : Vision double par trouble de la convergence oculaire
- Diurétique
- Dopamine
- Douleur
- Dracunculose
- Drépanocytose
- Dysarthrie
- dyschromatopsie
- Dystrophie facio scapulo humérale

## E
- Ebola
- Échelle de Glasgow
- Échographie
- Embryologie
- Emphysème
- entérocolite
- Enthésiopathie
- Épidémiologie
- Ergothérapie
- Érythème
- Estrogènes (ou Œstrogènes) : Un des groupes d'hormones stéroïdes femelles (voir aussi Progestatifs)
- Étourdissement

## F
- Fausse couche spontanée
- Fibromyalgie
- Fièvre
- Fièvre typhoïde
- Fond d'œil

## G
- Gale
- Gastro-entérite
- glande
- Glaucome
- Glycation
- Glycémie
- Gonorrhée
- Grippe
- Grossesse
- Guedel (canule de) ou « canule oropharyngée », voir Libération des voies aériennes
- Gynécologie
- Gynécomastie

## H
- Hémianopsie :
- Hémo- : Préfixe signifiant sang
  - Hématome
  - Hémogramme (ou numération-formule sanguine)
  - Hémopathie : Maladie du sang
  - Hémorragie
- Hépato- : Préfixe signifiant foie
  - Hépatectomie
  - Hépatique : Qui concerne le foie
  - Hépatite
  - Hépatocyte : Cellule du foie
  - Hépatomégalie : Augmentation de volume du foie
  - Hépatosplénomégalie : Augmentation conjointe de volume du foie et de la rate
- Hydrocéphalie
- Hyper- : Préfixe signifiant élévation
  - Hyperbare : relatif aux hautes pressions
  - Hyperglycémie
  - Hyperkaliémie
  - Hypermastie
  - Hyperménorrhée :
  - Hyperostose
  - Hypertension : Augmentation de la pression sanguine
  - Hyperthyroïdie : Augmentation de l'activité de la glande thyroïde
- Hypo- : Préfixe signifiant abaissement
  - Hypocondriaque :
  - Hypogonadisme :
  - Hypoglycémie
  - Hypokaliémie
  - Hypophyse (glande) :
  - Hypospadie :
  - Hypotension : Abaissement de la pression sanguine
  - Hypothalamus :
  - Hypothermie
  - Hypothyroïdie : Abaissement de l'activité de la glande thyroïde
  - Hypovolémie

## I
- Ictère (ou jaunisse)
- Ictus amnésique (ou amnésie temporaire)
- Idiotie
- Immunologie
- Infarctus
- Infection
- Infection nosocomiale
- Insuffisance cardiaque
- Insuffisance rénale aiguë
- Insuffisance rénale chronique
- Insuffisance respiratoire
- Interruption volontaire de grossesse
- Intoxication alimentaire
- Intubation trachéale
- Isomérisme

## J
- Jaquette
- Jugulaire externe
- Jugulaire interne

## K
- Kaposi (sarcome de)
- Karman, Méthode de
- Kératocône
- Kératoconjonctivite
- Klinefelter (maladie de)
- Koch (bacille)
- Kuru
- Kwashiorkor
- Kyste

## L
- Laryngectomie
- Légionellose
- Lèpre
- Leptospirose
- Létal (orthographe faussement utilisée : léthal) : adjectif signifiant entraînant la mort
- Ligature des trompes
- Lipome
- Listériose

## M
- Macrocyte : Érythrocyte (globule rouge) de grande taille
- Macroglossie
- Macromolécule
- Macrophage
- Maladie professionnelle
- Maladie de Crohn
- Maladie de Forestier
- Maladie de Parkinson
- Maladie sexuellement transmissible
- Malentendant
- Malnutrition
- Mamelle
  - Mamelon
  - Mammectomie : Ablation chirurgicale du sein
  - Mammite : Inflammation du sein
  - Mammographie : Radiographie des seins
  - Mammoplastie
- Méconium : Selles du nouveau-né
- Médiastin
- Médicament
- Mégacaryoblaste : Une des formes jeunes des thrombocytes ou plaquettes
- Mégacaryocyte : Une des formes jeunes des thrombocytes ou plaquettes
- Mégacôlon
- Mégaloblaste : Une des formes jeunes des mégalocytes
- Mégalocyte : Érythrocyte (globule rouge) de très grande taille, composant anormal du sang
- Mégalomanie
- Méiose
- Melæna
- Mélancolie
- Mélanocyte
- Mélanome
- Membrane
- Membre
- Méninge
  - Méningiome
  - Méningite
  - Méningococcie
  - Méningocoque
- Ménisque
- Ménopause
- Ménorragie : Augmentation en volume et en durée de la menstruation
- Menstruation : Écoulement correspondant à la desquamation périodique de l'endomètre en l'absence de grossesse
- Mensurations
- Mérycisme
- Mésencéphale
- Mésenchyme
- Mésentère
- Métabolisme
- Métacarpe
- Métaphase
- Métaphyse
- Métaplasie
- Métastase
- Métatarse
- Méthémoglobine ou hémiglobine : Forme anormale d'hémoglobine, par exemple en cas d'intoxication à l'oxyde de carbone (ou monoxyde de carbone)
- Méthionine : Acide aminé
- Métrorragie : Écoulement de sang d'origine utérine
- Microbe
  - Microbiologie
  - Microbiologiste
- Microcyte : Érythrocyte (globule rouge) de petite taille
- Microchirurgie
- Micropsie
- Microtome
- Miction : Émission d'urine
- Migraine
- Minerve (orthopédie)
- Mitochondrie
- Monoblaste : Une des formes jeunes des monocytes
- Monocyte : Une des formes de leucocytes
- Mononucléose infectieuse : Infection de la famille de l'herpès
- Morphinisme
- Morula
- Morve
- Mucoviscidose
- Mucus
- Muqueuse
- Muscle
- Musculose[réf. nécessaire]
  - Myalgie
  - Myasthénie
- Mycoplasme
- Mycose
- Mydriase
- Myéline
- Myélite
- Myéloblaste : Une des formes jeunes des leucocytes granulophiles
- Myélocyte : Une des formes jeunes des leucocytes granulophiles
- Myélogramme : Examen microscopique des cellules de la moelle osseuse
- Myélographie
- Myélome
- Myélosarcome
- Myoblaste
- Myocarde : Muscle cardiaque
  - Myocardite : Inflammation du muscle cardiaque
- Myofibrille : Cellule musculaire
- Myoglobine
- Myographe
  - Myogramme
  - Myographie
- Myologie : Étude du muscle
- Myome : Tumeur bénigne des tissus musculaires
  - Myomatose
- Myopathie : Terme générique désignant des maladies du muscle
- Myopie
- Myosine
  - Myosite
- Myosis
- Myxœdème

## N
- Naboth, Œuf de
- Néphrologie
- Neurologie
- Noscapine
- Nystagmus

## O
- Obstétrique : Partie de la médecine en rapport avec la grossesse et l'accouchement
  - Obstétricien : Médecin spécialiste de l'obstétrique
- Occiput : Os du crâne
- Occlusion
  - Occlusion dentaire
  - Occlusion intestinale
- Oculariste :  Personne qui fabrique des prothèses oculaires en verre ou en plastique destinées à remplacer un globe oculaire manquant
- Odontologie
  - Odontostomatologie
- Odorat
- Œdème
  - Œdème cérébral
  - Œdème pulmonaire
- Œil
- Œnilisme
- Œsophage
- Œstrogènes ou Estrogènes : Un des groupes d'hormones stéroïdes femelles (voir aussi Progestatifs)
- Œstrus : Vieux terme surtout employé par les vétérinaires correspondant à la période d'acceptation de l'accouplement
- Olécrane
- Olfactif : En rapport avec l'odorat
- Oligo- : Préfixe signifiant peu
  - Oligo-élément : Élément chimique censé être apporté à petites doses dans l'alimentation
  - Oligophrénie (retard mental)
  - Oligurie : Production d'urine par le rein inférieure à 30 ml par heure
- Ombilic
- Omnipraticien : Médecin généraliste
- Onchocercose
- Oncologie
- Ongle
  - Onychophagie
  - Onyxis
- Opération chirurgicale
- Ophtalmie
  - Ophtalmologie
  - Ophtalmologue
  - Ophtalmomètre
  - Ophtalmoscope
- Opothérapie
- Optométrie
- Oreillons
- Organe
- Orthèse
- Orthopédie
- Orthophonie
- Orthoptie
- Os
  - Os compact
  - Os court
  - Os long
  - Os occipital
  - Os plat
  - Osséine
  - Osselet
  - Ossification
  - Ostéite : Infection de l'os
  - Ostéo- : Préfixe signifiant qui se rapporte à l'os
  - Ostéoblaste : Cellule osseuse responsable de la formation de la substance pré-osseuse
  - Ostéochondrite
  - Ostéoclaste : Cellule osseuse responsable de la résorption de l'os
  - Ostéocyte : Dérive de l'ostéoblaste, cellules osseuses mûres qui assurent l'entretien organique de l'os
  - Ostéogénèse : Processus de formation de l'os impliquant les ostéoblastes et les ostéoclastes
  - Ostéologie
  - Ostéomalacie : Défaut de minéralisation de la matrice osseuse organique
  - Ostéomyélite : Infection de l'os par voie sanguine
  - Ostéon : Structure de base de l'os  compact adulte
  - Ostéophyte
  - Ostéoplastie
  - Ostéoporose : Diminution de la masse calcique de l'os
  - Ostéosarcome
  - Ostéosynthèse
  - Ostéotomie : Section de l'os
- Otite
- Oto- : Qui se rapporte à l'oreille
  - Otolithe
  - Otologie
  - Otorhinolaryngologie ("ORL") : Spécialité médicale qui s'intéresse au nez, à la gorge et aux oreilles
    - Otorhinolaryngologiste : Médecin spécialiste en ORL

  - Otoscope
  - Otospongiose
- Ouïe
- Ovaire : Glande sexuelle de la femme
- Ovariectomie : Ablation chirurgicale de l'ovaire.
- Overdose
- Ovogénèse : Processus de formation de l'ovule
- Ovule : Cellule reproductrice féminine
- Oxygénothérapie
- Oxyhémoglobine
- Oxyurose

## P
- Péritonite
- Pleurésie
- Pneumonie (Pneumopathie)
- Pneumothorax
- Priapisme : affection douloureuse, caractérisée par une érection constante (cf. mythe de Priape)
- Progestatifs : un des groupes d'hormones stéroïdes femelles (voir aussi Œstrogènes)
- Protéinurie : présence de protéines dans les urines
- Purpura
- Pyélonéphrite : infection urinaire haute
- Pyurie

## Q
- Quadriceps crural
- Queue-de-cheval
- Quincke

## R
- Rachis
- Raynaud, Maladie de
- Rectoscopie

## S
- Sciatique
- Splénectomie : Ablation chirurgicale de la rate
- Splénique : Qui a rapport avec la rate
- Splénomégalie : Augmentation de volume de la rate (on parle d'hépatosplénomégalie en cas d'augmentation conjointe du volume du foie)
- Spondylolisthésis
- sprue
- stéatorrhée

## T
- tænia ou ténia
- téniase ou tæniasis
- Thélalgie
- Triphalangie

## U
- Ulcère gastroduodénal
- Ulcère de la jambe

## V
- Vaccin
- Valve cardiaque
- Varicelle
- Varicocèle
- Vasectomie
- Ventilation mécanique
- Verrue
- Vertige
- VIH, le virus de l'immunodéficience humaine, agent du SIDA
- Virus

## W
- Wegener
- Maladie de Wilson : maladie génétique liée à une surcharge en cuivre.

## X
- Xénogreffe
- Xeroderma pigmentosum

## Y
- Yersinia pestis Bacile de Yersin

## Z
- Zona